# Cubismo (album)
Cubismo je prvi studijski album sastava Cubismo. Objavljen je 1997. godine. Izdan je na audio-kaseti i CD-u.

## Popis pjesama
| Br. | Skladba                                   | Trajanje |
| --- | ----------------------------------------- | -------- |
| 1.  | »Mi negra«                                | 3:54     |
| 2.  | »Conmigo«                                 | 3:36     |
| 3.  | »Afro blue«                               | 7:08     |
| 4.  | »El raton«                                | 6:39     |
| 5.  | »Tequila«                                 | 4:48     |
| 6.  | »B.P. Club Blue Cha-Cha«                  | 5:35     |
| 7.  | »Ave Maria Morena«                        | 4:45     |
| 8.  | »Manicero«                                | 3:16     |
| 9.  | »Tune up & more«                          | 3:38     |
| 10. | »Misty«                                   | 7:42     |
| 11. | »Besa me mucho«                           | 5:54     |
| 12. | »Tin Tin Deo«                             | 4:47     |
| 13. | »Sigurd's Gargen (bonus skladba na CD-u)« | 6:39     |

## Izvođači
Za Cubismo su svirali:
- Hrvoje Rupčić - konge, udaraljke, glazbeni producent
- Ricardo Luque - vokal
- Mario Igrec - električna gitara
- Josip Grah - truba
- Nenad Grahovac - trombon
- Zlatan Došlić - klavir
- Krešimir Tomec - bas-gitara, glazbeni producent
- Jurica Ugrinović - bubanj, timbalesi
- Mladen Hrvoje Ilić - bongosi, udaraljke

Na albumu je gostovao Boško Petrović koji je svirao marimbu.
Album je dobio jednog Porina 1998. godine: 
- Najbolja instrumentalna izvedba - "Afro Blue"